# Магомедов, Магомед Курбанович
Магомед Курбанович Магомедов (1982) — российский тайбоксер, чемпион мира, Европы и России.

## Спортивная карьера
Тайским боксом занимается с 1995 года. Является воспитанником махачкалинского ДГЦБИ и школы «Скорпион», занимался под руководством Зайналбека Зайналбекова. В декабре 2000 года в Челябинске стал чемпионом России. В декабре 2001 года в Челябинске вновь стал чемпионом России. В ноябре 2004 года в Черногории стал чемпионом Европы по версии WAKO.

## Достижения
- Чемпионат России по тайскому боксу 1999 — ;
- Чемпионат России по тайскому боксу 2000 — ;
- Чемпионат России по тайскому боксу 2001 — ;
- Чемпионат России по тайскому боксу 2002 — ;
- Чемпионат Европы по тайскому боксу 2002 — ;
- Чемпионат мира по тайскому боксу 2003 — ;
- Чемпионат Европы по тайскому боксу 2004 — ;

## Личная жизнь
В 1997 году окончил среднюю школу № 29 в Махачкале. Окончил Дагестанский государственный педагогический университет, психологический факультет.